# Football Club Mulhouse
El Football Club de Mulhouse es un equipo de fútbol de Francia que milita en el Championnat National 2, la cuarta liga de fútbol más importante del país.

## Historia
Fue fundado en el año 1893 en la ciudad de Mulhouse con el nombre Fussball Club Mülhausen por dos ingleses que pertenecían a la escuela de química de la ciudad y se ubicaba en la ciudad entonces llamada Mülhausen cuando Alsacia-Lorena estaba bajo soberanía del Imperio Alemán. Dicho club llegó a jugar en las ligas francesas entre 1919 y 1940 y después de finalizar la Segunda Guerra Mundial hasta el día de hoy.
Es el segundo equipo más antiguo de Francia sólo por detrás del Le Havre AC, donde sus logros han sido mínimos, pasando la mayor parte de su historia en los nóveles del fútbol francés, aunque han jugado en la Ligue 1 en siete ocasiones y en la Ligue 2 27 veces y mientras su región estaba bajo Alemania jugaron en la Gauliga Elsaß, la cual ganaron tres veces.

## Palmarés
- Gauliga Elsaß: 3

1941, 1943, 1944
- Copa Elsaß: 2

1949, 1944
- CFA: 1

1928
- CFA 2 Grupo C: 1

2005
- Championnat National 3 Grupo F: 1

2019
- División de Honor Alsacia: 7

1921, 1928, 1929, 1930, 1931, 1932, 1947
- Copa de Alsacia: 10

1956, 1959, 1964, 1968, 1972, 1982, 1990, 2002, 2007, 2015
- Copa Peugeot: 1

1932

## Entrenadores Desde 1932
| - Ferdinand Swatosch :1932–1933 - Franz Platko:1933 - Rudolf Hanak :1933–1934 - Franz Weselik :1934–1935 - Fritz Kerr :1935–1936 - Emile Grienenberger :1939–1945 - Joseph Remay :1945–1946 - Lucien Perpère :1945–1946 - Aimé Nuic :1951–1952 - Mohammed Azzouz :1952–1954 - Pierre Ranzoni :1954–1955 - Georges Boulogne :1955 - Albertus De Harder :1962–1964 - Lucien Mille :1964–1965 - Marian Borkowski :1966–1967 - Léon Deladerrière :1967–1973 - Pierre Alonso :1973–1974 - Marcel Schloetter :1974–1976 | - Roland Merschel :1976–1980 - Eugène Battmann : 1980–1981 - Jean-Marc Guillou :1981–1982 - Eugène Battmann : 1982–1983 - Gérard Banide :1983–1984 - Raymond Domenech :1984–1988 - Didier Notheaux :1988–1990 - Robert Dewilder :1990–1992 - Bernard Genghini :1992–1995 - Christian Sarramagna :1995 – 1996 - Gilles Bourges: 1996 – 1998 - Lamine N'Diaye : abril–diciembre de 1998 - Eugène Battmann : 1998 – 1999 - Bruno Scipion : 1999–2001 - Damien Ott : 2001–2002 - Jacky Lemée : 2002–2003 - Jean-Paul Pfertzel : 2003 - Maurice Danelon : 2003–2004 - Damien Ott : 2004–2008 - Albert Falette :2008–2010 - Laurent Croci :2010–2016 - Carlos Inarejos :2017-2018 - Eric Descombes :2018- |

## Jugadores

### Jugadores destacados
| - Javinfante - Jean-Marc Guillou - Jean-Noël Huck - Marc Keller - Lucien Laurent - Stéphane Paille - Pierre Pleimelding - André Rey - Didier Six - Yannick Stopyra - Jean-Pierre Tempet - Roland Wagner - Nestor Subiat - Malek Aït-Alia | - Salah Assad - Ali Bouafia - Eddie Krncevic - Karl Gall - Franz Weselik - Dominique Lemoine - Daniel Gbaguidi - Georgi Georgiev - Borislav Mikhailov - Jean-Vivien Bantsimba - Zico Tumba - John Eriksen - Guy Roger Nzamba - Landry Poulangoye - Manfred Kaltz | - Willibald Kreß - Abédi Pelé - Bobo Baldé - Morlaye Cissé - Edy Dublin - Gharib Amzine - Mourad Bounoua - Kees Kist - Terje Kojedal - Nestor Subiat - Tagba Mini Balogou - Zoran Bojović - Saša Kovačević - Blaž Slišković - Nenad Stojković |